# Голубев, Александр Фёдорович
Алекса́ндр Фёдорович Го́лубев (1832—1866) — российский геодезист и географ; подполковник Корпуса военных топографов Русской императорской армии.

## Биография
Александр Голубев родился в 1832 году в Нижний Новгороде. В 1852 году окончил курс в Институте инженеров путей сообщения.
До 1855 года, состоя на службе в Петербургском округе путей сообщения, он читал в Петербургском технологическом институте лекции по теоретической механике.
В 1855 году Голубев перешёл в геодезический отдел академии Генерального штаба, и по окончании в 1858 году занятий в Николаевской академии А. Голубевым была представлена диссертация «О новых картографических проекциях: сэра Дж. Гершеля, полковника Джемса и академика Бабинэ» (напечатана в «Записках Императорского географического общества». — 1861. — Кн. 2.). После защиты диссертации Александр Фёдорович Голубев читал лекции по геодезии и в Николаевской академии Генерального штаба.
С 1859 по 1864 год Голубев находился в экспедиции к озеру Иссык-Куль. В восточных районах Средней Азии, между озером Балхаш и хребтами Тарбагатаем, Джунгарским Алатау и Тянь-Шанем он произвёл определение географических пунктов, барометрическое определение абсолютных высот и на значительном протяжении — маршрутную съёмку. Он стал первым из европейских ученых, занимавшихся астрономическими определениями в окрестностях озера Иссык-Куль и в Кульджинской провинции Западного Китая. В 1859 году в городе Верном он организовал первую в этих районах Средней Азии метеорологическую станцию, которая производила систематические метеорологические наблюдения до 1864 года. В течение этого периода Голубевым был помещен ряд статей в «Записках Императорского русского географического общества», касающихся математической и физической географии и вообще описания посещенных им стран и местностей, тогда ещё очень мало знакомых учёному миру. Некоторые из этих статей были переведены на английский язык. В 1861 году Русское географическое общество наградило его Малой золотой медалью.
Впоследствии по распоряжению западносибирского начальства Голубеву было поручено вести дипломатическую переписку по китайским делам. Но, простудившись в последнее своё путешествие при переходе через Тянь-Шань, Александр Фёдорович Голубев «получил легочную чахотку», от которой умер в 1866 году в Сорренто.
О трудах А. Ф. Голубева были напечатаны отзывы в изданиях Русского географического общества (в частности в отчете Общества за 1862 год).
В память об учёном получила своё название станица «Голубевская» (в 1926 году была переименована советскими властями в «Коктал»). Его фамилия выгравирована на юбилейной медали Корпуса военных топографов Русской императорской армии.

## Избранная библиография
- «Краткий отчет о результатах Иссык-Кульской экспедиции» («Записки Императорского Русского географического общества». — 1860. — Ч. 28);
- «Извлечение из отчета — о результатах астрономических и физических наблюдений в Семиреченском и Заилийском краях» (с картой; «Записки Императорского Русского географического общества». — 1861. — Кн. II);
- «Заметка об астрономическом положении бр. Шлагинтвейт в Средней Азии» («Записки Императорского Русского географического общества». — 1861. — Вып. 4);
- «Маршрут от города Турфана до города Кашгара в Малой Бухарии» («Записки Императорского Русского географического общества». — 1861. — Кн. 1);
- «Астрономические определения, произведенные в 1859 году в Семиреченском и Заилийском краях Генерального Штаба капитаном Голубевым» («Записки военно-топографического дела». — 1863. — Ч. 24);
- «Термометрические наблюдения в г. Кульдже, в Западном Китае» («Записки Императорского Русского географического общества». — 1864. — Кн. I).
- «Ала-Kyль» (с картой автора; «Записки по общей географии физической и математической». — 1867. — Т. I).